# 三河牛
三河牛是由中國所培育的乳肉兼用家牛品種，由西門塔爾牛、短角牛以及蒙古本地品種雜交培育而成。主要分佈在主要分布于中國内蒙古呼伦贝尔大兴安岭的根河、得勒布尔河、哈布尔河地区，體型高大，有角，毛色為红黄白花色。
三河牛能適應惡劣環境。牠們耐粗飼，耐寒，抗病力強，適合放牧。牠們極度耐寒，短期可在攝氏零下50度的氣溫下生存，或是整月都在零下氣溫中生存。牠們的生境中，草原有超過200天被雪所覆蓋，而且草衹在其中五個月生長。在夏天的時候，牠們亦能在攝氏35度的氣溫抵擋陽光暴曬。